# 河北镇 (陇县)
河北镇，是中华人民共和国陕西省宝鸡市陇县下辖的一个乡镇级行政单位。

## 行政区划
河北镇下辖以下地区：
东坡村、大谈湾村、兰家堡村、权家下村、歧家塬村、西凉湾村、白石村、韦家堡村、庙坡村和底渠村。